# Teuderyk III
Teuderyk III (ur. 654, zm. 691) – dwukrotny król Neustrii i Burgundii, panował w latach 673 i 675–691, król Austrazji od 679 do śmierci w 691, król wszystkich Franków od 679. Syn Chlodwiga II i Batyldy, opisywany jako marionetkowy, słaby król. Majordom Ebroin mianował go bez poparcia dostojników. Panował w Neustrii po swoim bracie Chlotarze III od 673, ale Childeryk II z Austrazji wyparł go, lecz w niedługim czasie zmarł (675) i Teuderyk zasiadł na jego tronie. Kiedy Dagobert II zmarł w 679, otrzymał Austrazję i zjednoczył całe państwo Franków.
Teuderyk i majordom pałacu Neustrii, Waratto zawarli pokój z Pepinem z Heristalu, majordomem Austrazji, w 681. Jednakże po śmierci Warattona w 686, nowy zarządca Berchar, walczył z Austrazją i Pepin pokonał armię Neustrii i Burgundii w bitwie pod Tertry w 687, torując tym samym drogę do dominacji Austrazji w państwie frankijskim.

## Małżeństwa i potomstwo
Poślubił Klotyldę, córkę Ansegizela i świętej Begi.
Mieli dwóch synów:
- Chlodwiga IV, króla (682–695)
- Childeberta III, króla (683–711)

Przed 674 poślubił św. Amalbergę, córkę Wandregisa i Farhildy. Ich córka to:
- Chrotlinda, urodzona około 670

Prawdopodobnie ich dziećmi byli także:
- Chlodwig III, król Austrazji (675–676)
- Chlotar IV, król Austrazji (717–719)